# Bryoceuthospora aethiopica
Bryoceuthospora aethiopica là một loài Rêu trong họ Pottiaceae. Loài này được (Welw. & Duby) R.H. Zander mô tả khoa học đầu tiên năm 1993.